# Det personlige styre
Det personlige styre (også kendt som Elleveårstyranniet) var perioden fra 1629 til 1640 da Kong Charles 1. af Skotland, England og Irland regerede uden støtte fra parlamentet. Han var berettiget via et juridisk royalt prerogativ, men hans styre skabte utilfredshed blandt de der normalt støtter de herskende klasser.
I 1628 havde Charles allerede opløst parlamentet tre gange. Parlamentets kritik af kongen intensiveredes efter mordet på George Villiers, hertug af Buckingham der hidtil havde styret Charles udenrigspolitik. Charles taktik var at så længe han kunne undgå krig kunne han regere uden et parlament.
Whig-historikere kalder til tider denne epoke for elleve års tyranni. Begrebet indikerer den opbrudsstemning der herskede i disse år og som ledte frem mod den engelske borgerkrig. De seneste par år har revisionistiske historikere benævnt perioden med kreativ reform, i kraft af de initiativer Charles foretog sig for at få omstruktureret engelsk politik i disse år.